# هارفست مون:حفظ الوطن

غلاف اللعبة

هي لعبة فيديو بالإنجليزية (Harvest Moon: Save the Homeland) من تطوير فيكتور إنتراكتيف سوفتوير ونشر ناتسومي في عام 2001، محاكاة للزراعة وهي من سلسلة هارفست مون صدرت على منصات ps2

## نظرة عامة
مثل غيرها من الألعاب هارفست مون، يجب على اللاعب تميل إلى مزرعته أو لها من خلال زراعة وبيع المحاصيل، وجمع من. على الرغم من ذلك...عليك انقاذ المزرعة قبل انتهاء السنة والا سيبنون مكانها منتجع عليك النجاح بكل طريقة ممكنة وإذا خسرت يمكنك إعادة اللعب سيبقى كل ما جمعته معك لا تتضمن هذه اللعبة الزواج